# Moncenisio
Moncenisio é uma comuna italiana da região do Piemonte, província de Turim, com cerca de 46 habitantes. Estende-se por uma área de 3,98 km², tendo uma densidade populacional de 11,56 hab/km². Faz fronteira com Lanslebourg-Mont-Cenis (FR - 73), Novalesa, Venaus.

## Demografia
| Variação demográfica do município entre 1861 e 2011                               |
|                                                                                   |
| Fonte: Istituto Nazionale di Statistica (ISTAT) - Elaboração gráfica da Wikipedia |